# 和兴路站
和兴路站是哈尔滨轨道交通1号线的车站，位于中华人民共和国黑龙江省哈尔滨市南岗区七政街道与和兴路街道交界西大直街与和兴路交叉口地下，本站在2013年9月26日开通使用。
和兴路站位于西大直街下，西大直街与和兴路路口处。车站周边有黑龙江省广播电视大学、清滨公园、和兴商厦、黑龙江省林业设计研究院、新东方学校、地铁大厦等，最近的公交车站为和兴路站。

## 结构
和兴路站为岛式站台地下车站。
| 地面              | 出入口 | 1-4出入口 |
| 地下一层          | 站厅   | 客服中心、自动售票机、验票机                                                                                    |
| 地下二层          | 站台层 | \| \| \| █ 1号线往新疆大街（学府路） \| \| 島式 · 開左邊车门 \| \| \| \| \| \| █ 1号线往哈尔滨东站（西大桥） \| |
|                   |        | █ 1号线往新疆大街（学府路）                                                                                     |
| 島式 · 開左邊车门 |        | |
|                   |        | █ 1号线往哈尔滨东站（西大桥）                                                                                   |

## 车站周边
- 哈尔滨地铁控制中心
- 清滨公园

## 外链
- 哈尔滨地铁网和兴路站

Template:哈尔滨轨道交通5号线